# Hyles siehei
Hyles siehei ist ein Schmetterling (Nachtfalter) aus der Familie der Schwärmer (Sphingidae). Ein ursprünglich als Unterart von Hyles siehei beschriebenes Taxon wird mittlerweile als eigenständige Art, Hyles centralasiae, betrachtet.

## Merkmale

### Falter
Die Falter haben eine Flügelspannweite von 65 bis 70 Millimetern. Sie sehen Hyles centralasiae ähnlich und besitzen auf der hellen Querbinde auf den Vorderflügeln ebenso mittig und basal einen olivgrünen Fleck. Der mittige Fleck ist jedoch sehr stark zurückgebildet und kann auch fehlen. Die meisten Falter besitzen auch einen deutlich erkennbaren rosafarbenen Stich in der Färbung beider Flügelpaare.
Die Eier sind mit 1,0 Mal 1,3 Millimetern Größe ziemlich kugelig und haben anfangs eine blaugrüne, später gelbliche Farbe. Die Raupen werden 70 bis 80 Millimeter lang. Sie treten in einer bräunlich grauen, cremefarbenen, grünlich oliven oder schwarzen Grundfarbe auf. Während der Entwicklung gleichen sie in ihrem Aussehen denen von Hyles centralasiae. Im letzten Stadium sind die meisten Raupen blass bräunlich grau und haben am Rücken eine rosafarbene Tönung. Sie haben auf jedem Segment einen einzelnen sehr großen dorso-lateralen Augenfleck, der rein weiß gefärbt ist und dick schwarz umrandet ist. Die Stigmen sind ebenso weiß, aber rot umrandet. Die Raupen sind nicht weiß gepunktet und tragen auch keinen ventro-lateralen Längsstreifen. Bei Raupen mit schwarzer Grundfarbe können die Augenflecke sehr stark zurückgebildet sein oder auch fehlen. Die Puppe ist 40 bis 50 Millimeter lang und gleicht der von Hyles euphorbiae, ist jedoch blasser gefärbt.

## Vorkommen
Die Art ist in der Türkei vom Osten des Taurusgebirge und der Bolkar Mountains im Süden bis nördlich nach Ankara und in den Südosten nach Zaptal (Provinz Hakkâri) verbreitet. Möglicherweise tritt die Art auch südlich des Zāgros-Gebirges im Iran bis in die Provinz Kerman auf, wo 2007 zumindest ein Falter, der siehei ähnlich sah, beobachtet wurde. In der Literatur gemeldete weitere Funde aus Armenien, dem Norden Syriens und des Irak und dem Nordwesten des Iran sind zweifelhaft.
Die offenbar auf die höheren Lagen Anatoliens beschränkte Art besiedelt ähnliche Lebensräume wie Hyles centralasiae, also beispielsweise steinige Steppen mit reichlichem Bewuchs an krautigen Pflanzen.

## Lebensweise
Die Falter fliegen, soweit bekannt, in einer Generation pro Jahr von Ende Mai bis Juni, die Raupen treten im Juni und Juli auf. Die Weibchen legen ihre Eier wahllos an den Samen und Blütenköpfen der Nahrungspflanzen ab, wobei dies bis zu 15 pro Pflanze sein können. Nach fünf bis sechs Tagen schlüpfen die Raupen. Sie fressen weitgehend offen auf den Blüten und Samenanlagen der Pflanzen sitzend. Phasen mit hastigem Fressen wechseln sich mit ruhigem Sitzen in der Sonne ab. Sie ernähren sich überwiegend von den Samen und Blüten von Affodill (Asphodelus) und Junkerlilien (Asphodeline). Die Blätter der Pflanzen werden nur sehr selten gefressen. Seltener kann man sie auch beim Fressen der Samen und Blüten von Steppenkerzen (Eremurus) wie beispielsweise Eremurus himalaicus, Eremurus olgae, Eremurus robustus, Eremurus krudica oder Eremurus stenophyllus beobachten. In der Aufzucht kann man sie auch mit Steppenkerzen aus der Gartenzucht und mit Fackellilien (Kniphofia) ernähren. Die Puppe überliegt häufig mehrere Jahre, bevor der Falter schlüpft. Zwar sind bisher keine Parasitoide bekannt, die die Art befallen, Pittaway nennt jedoch die Beobachtung vom Schlupf einer Fliegenart aus einer Puppe, bei der er Masicera sphingivora vermutet.

## Belege